# Antonio López Habas
Antonio López Habas (Pozoblanco, Córdoba, 28 de mayo de 1957) es un exfutbolista y entrenador español que actualmente está sin equipo.

## Trayectoria

### Como jugador
Comenzó en el C. D. Pozoblanco y a continuación se incorporó a la cantera del Sevilla F. C., con quien debutó en Primera División en la temporada 1978-79. Continuó su carrera en el Burgos C. F., el Real Murcia C. F. y el Club Atlético de Madrid, donde sufrió una lesión de rodilla que lo obligó a abandonar el fútbol profesional a los veintinueve años.[cita requerida]

### Como entrenador
Inició su carrera en el Club Atlético de Madrid como entrenador de su equipo juvenil, con el que fue subcampeón de España,[cita requerida] y también dirigió al Atlético Madrileño. Posteriormente, dirigió al C. D. Las Rozas en Tercera División y al Real Aranjuez C. F. en Segunda División B. En 1994 ejerció como asistente de Xabier Azkargorta en la selección boliviana, además de entrenar al Club Bolívar de La Paz, con el que consiguió el Campeonato de Primera División.
Posteriormente, dirigió a la U. E. Lleida antes de regresar a la selección boliviana como entrenador para la Copa América 1997, en la que perdió la final contra Brasil por 3-1. En 1998 volvió a España para entrenar al Real Sporting de Gijón en Segunda División. En la temporada 2000-01 se incorporó al Valencia C. F. como segundo entrenador de Rafa Benítez. Fue primer entrenador del Valencia en la temporada 2004-05 en sustitución de Claudio Ranieri. Otra etapa como entrenador del C. D. Tenerife en la temporada 2005-06 y segundo entrenador del R. C. Celta de Vigo con Hristo Stoichkov en la temporada 2007-08 y como entrenador principal tras su despido.
Posteriormente, continuó su carrera como segundo entrenador del Mamelodi Sundowns F. C. de Sudáfrica, siendo subcampeones de la PSL sudafricana. Continua su carrera en Mamelodi Sundowns, alzándose con el campeonato de invierno y renunciando a su cargo posteriormente en la temporada 2010-11. En la temporada 2012-13 es entrenador de Bidvest Wits F. C. de la PSL de Sudáfrica.
En julio de 2014 se confirmó su incorporación al Atlético de Kolkata —franquicia del Atlético de Madrid en la Superliga de India—, con el que se proclamó campeón de la competición en la temporada 2014. Continuó dirigiendo al club en la edición de 2015, en la que alcanzó las semifinales, y en abril de 2016 se anunció su contratación por el F. C. Pune City. Allí permanenció durante un año y medio, hasta septiembre de 2017, cuando se desvinculó del club.
En mayo de 2019 se produjo su regreso a la India y consiguió el campeonato de la Superliga por segunda vez en la campaña 2019-20 con el ATK Mohun Bagan FC.
Antonio dirigiría al conjunto del ATK Mohun Bagan FC de la Superliga de India durante dos temporadas y media, ya que el 20 de diciembre de 2021, fue despedido como entrenador del ATK Mohun Bagan FC y es sustituido por Juan Ferrando Fenoll.

## Clubes

### Como jugador
| Club                    | País   | Año       |
| ----------------------- | ------ | --------- |
| C. D. Pozoblanco        | España | 1976-1977 |
| Sevilla Atlético Club   | España | 1977-1978 |
| Sevilla F. C.           | España | 1978-1980 |
| Burgos C. F.            | España | 1980-1982 |
| Real Murcia C. F.       | España | 1982-1985 |
| Club Atlético de Madrid | España | 1985-1986 |

### Como entrenador
| Club                    | País      | Año       |
| ----------------------- | --------- | --------- |
| Atlético Madrid B       | España    | 1990-1991 |
| C. D. Las Rozas         | España    | 1991-1992 |
| Real Aranjuez C. F.     | España    | 1992-1993 |
| Club Bolívar            | Bolivia   | 1994-1995 |
| U. E. Lleida            | España    | 1995-1996 |
| Selección boliviana     | Bolivia   | 1996-1997 |
| Real Sporting de Gijón  | España    | 1998      |
| Club Bolívar            | Bolivia   | 2000-2001 |
| Valencia C. F.          | España    | 2005      |
| C. D. Tenerife          | España    | 2005      |
| R. C. Celta de Vigo     | España    | 2008      |
| Mamelodi Sundowns F. C. | Sudáfrica | 2009-2011 |
| Bidvest Wits F. C.      | Sudáfrica | 2011-2013 |
| Atlético de Kolkata     | India     | 2014-2015 |
| F. C. Pune City         | India     | 2016-2017 |
| ATK Mohun Bagan FC      | India     | 2019-2021 |

## Palmarés

### Campeonatos nacionales
| Título             | Club                | País    | Año  |
| ------------------ | ------------------- | ------- | ---- |
| Liga boliviana     | Club Bolívar        | Bolivia | 1994 |
| Superliga de India | Atlético de Kolkata | India   | 2014 |
| Superliga de India | ATK                 | India   | 2020 |